# Égyptos
Dans la mythologie grecque, Égyptos (en grec ancien Αἴγυπτος / Aíguptos), fils de Bélos et d'Anchinoé, est un roi africain.
Gouverneur de l'Arabie, il s'empare de l'Égypte (à laquelle il donne son nom) à la mort de son père. Il cherche alors à contraindre son frère jumeau Danaos, à la tête de la Libye, d'accepter l'union de leurs enfants (Égyptos avait cinquante fils et son frère cinquante filles, nommées Danaïdes). Le mariage aura finalement lieu, mais se soldera par la mort de tous les fils d'Égyptos sauf un, Lyncée. Très affecté, Égyptos se retire par la suite en Achaïe où il finit ses jours.
L'histoire de Danaos et de ses filles a fourni le thème des Suppliantes d'Eschyle.

### Sources antiques
- Pseudo-Apollodore, Bibliothèque [détail des éditions] [lire en ligne] (II, 1, 4).
- Nonnos de Panopolis, Dionysiaques [détail des éditions] [lire en ligne] (III, 300).
- Pausanias, Description de la Grèce [détail des éditions] [lire en ligne] (VII, 21, 13).